# Steyregg
Steyregg est une commune autrichienne du district d'Urfahr-Umgebung en Haute-Autriche.

## Démographie
La commune comptait 4 764 habitants au 1er janvier 2011.

## Géographie
Steyregg se situe à six kilomètres du centre de Linz, la capitale du Land de Haute-Autriche. La commune couvre 33 km² et est située à une altitude de 258 mètres.

## Histoire
Des recherches archéologiques ont montré une occupation humaine à l'époque du néolithique.

## Images deSteyregg

Vues de Steyregg
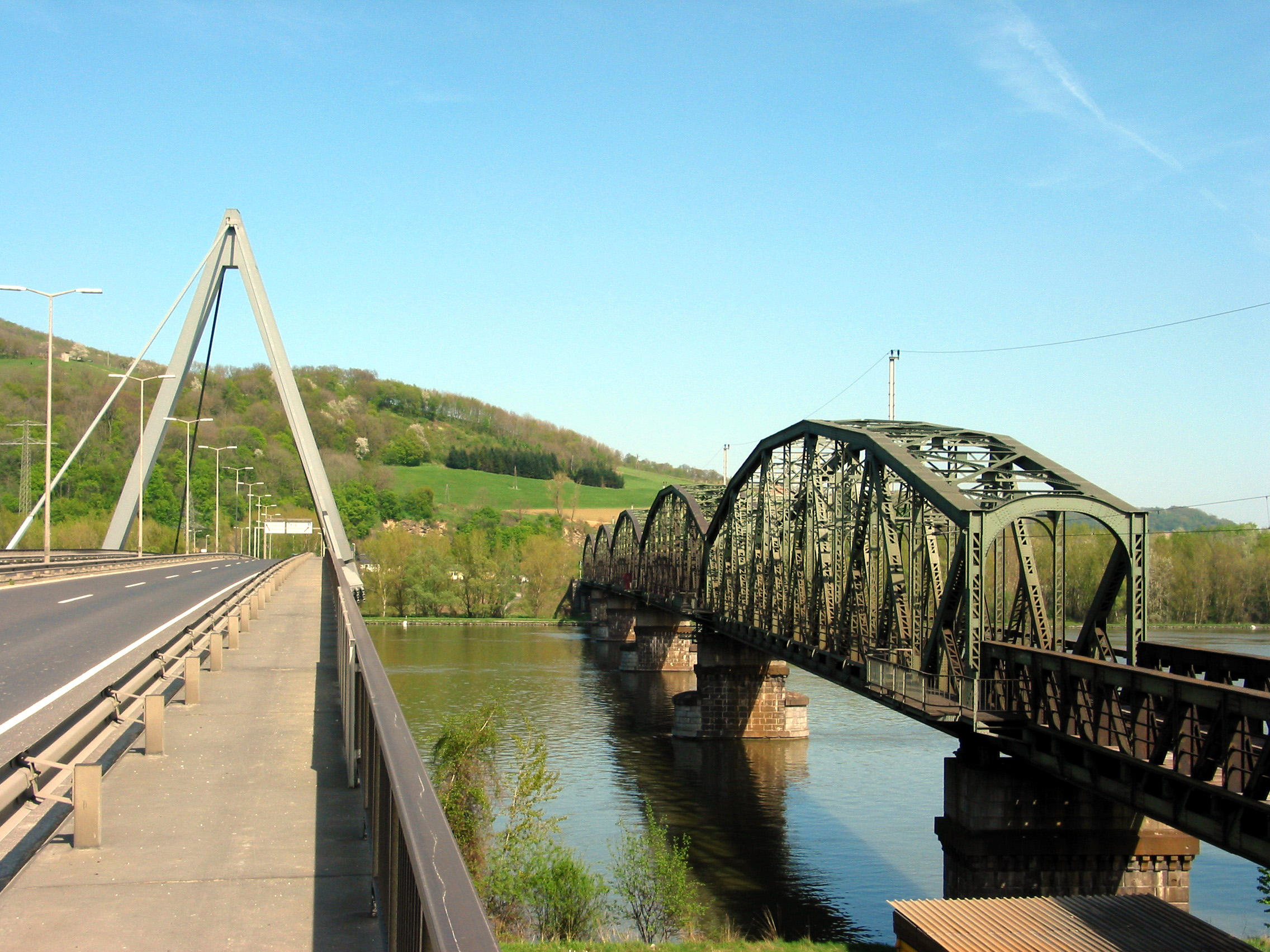
Pont sur le Danube à Steyregg
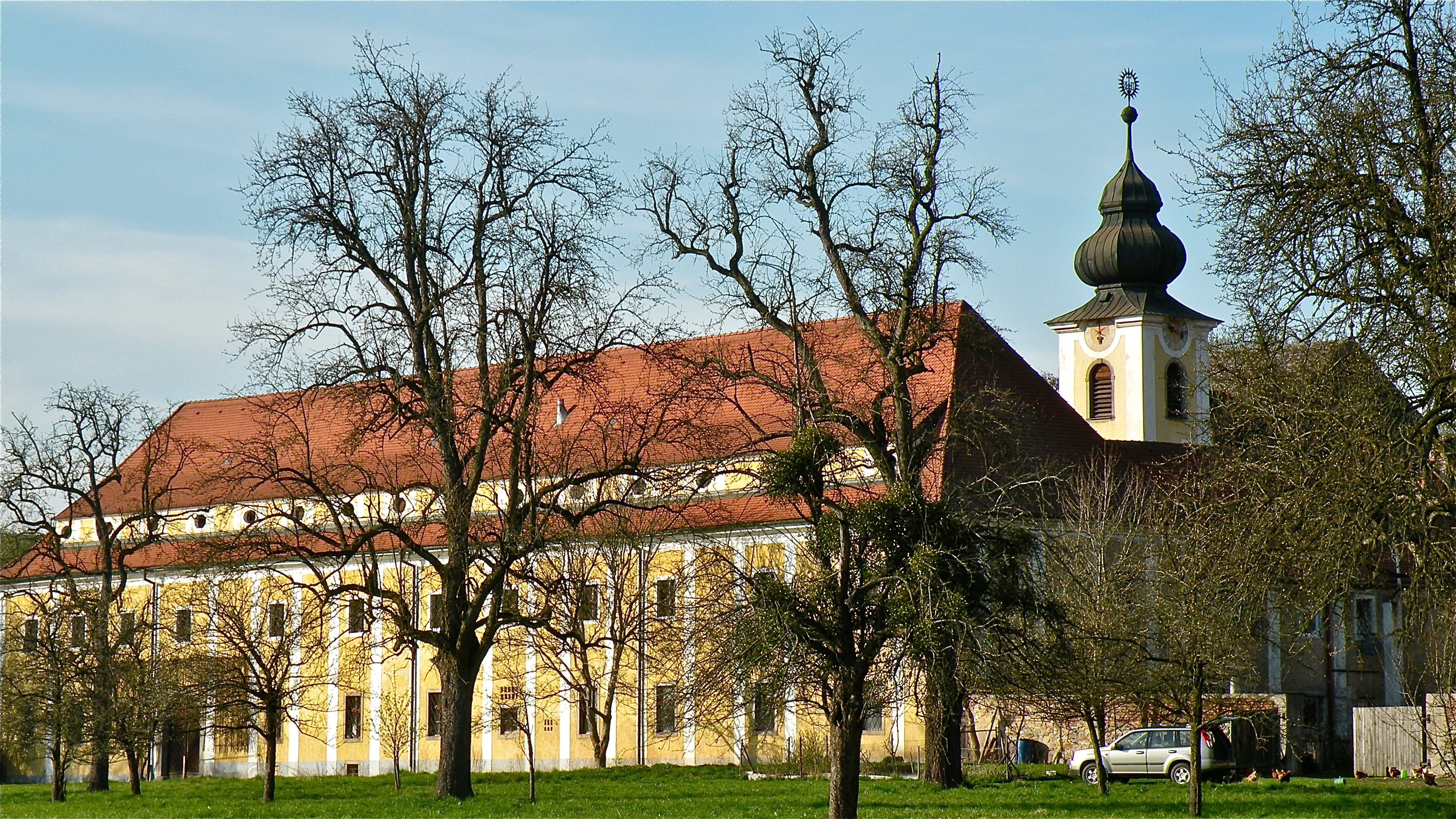
Couvent de Pulgarn
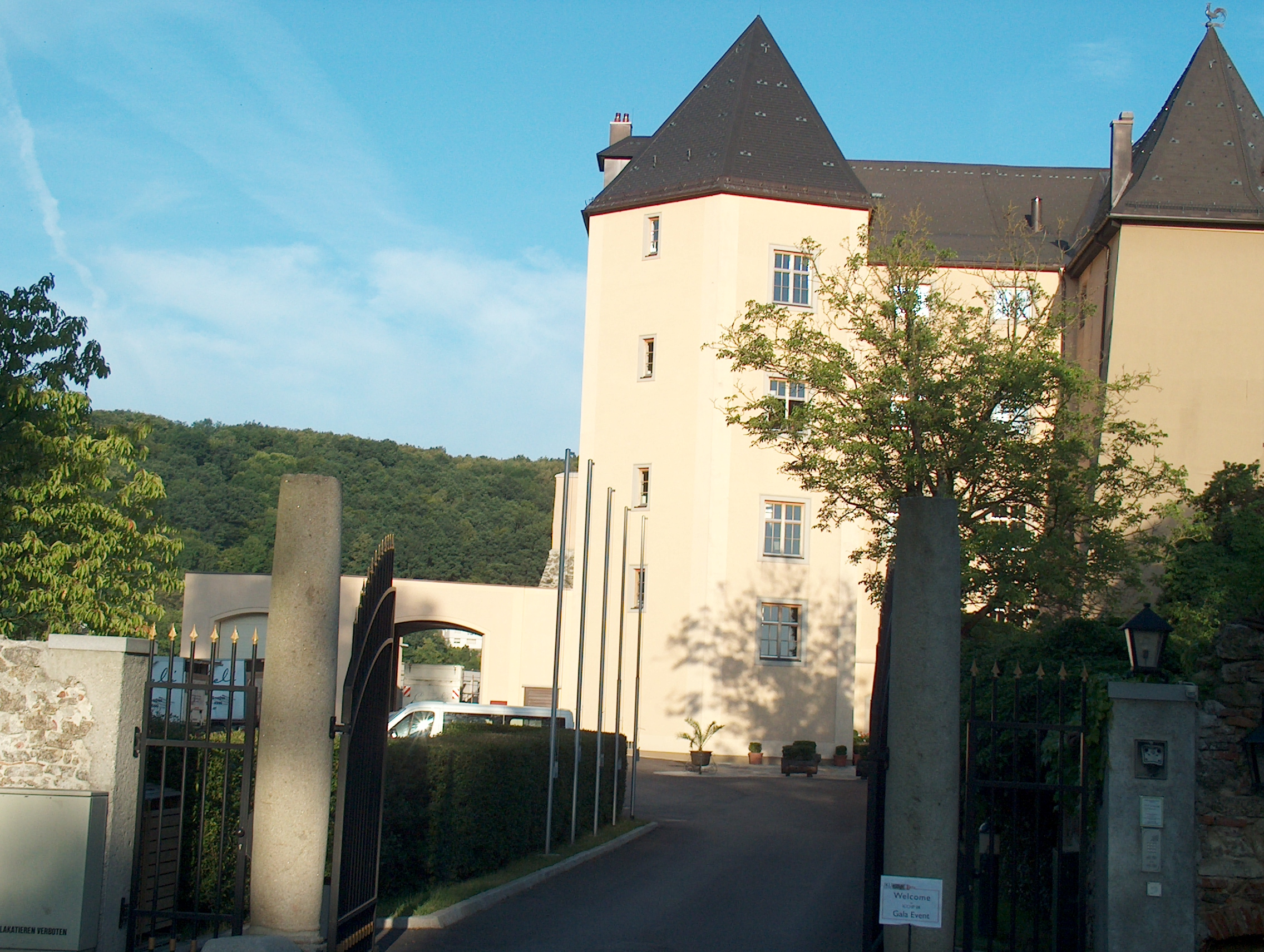
Château de Steyregg
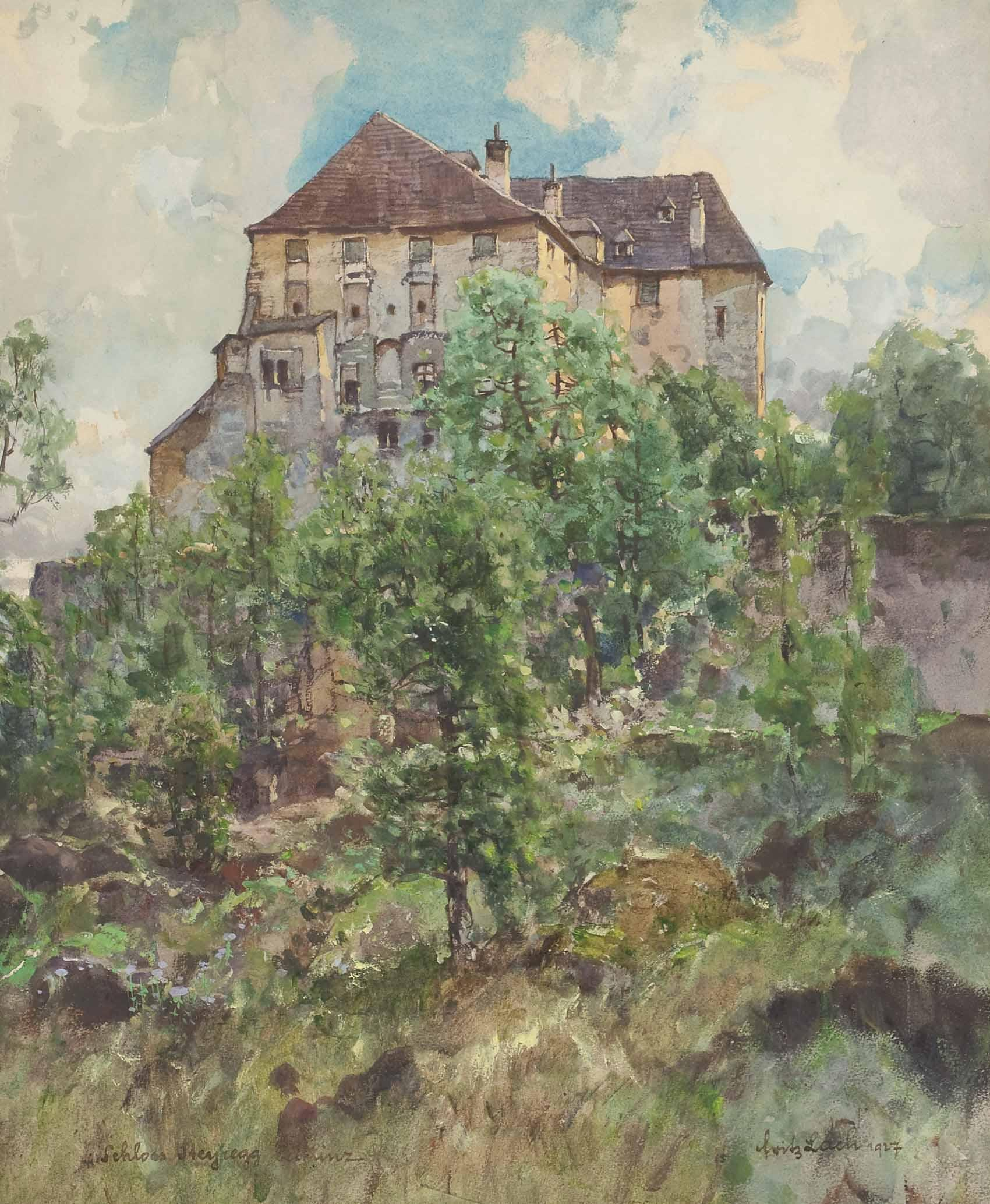
Le château en 1927